# Brian Large
Brian Large (16 de febrero de 1939, Londres, Inglaterra) es un galardonado director de televisión especializado en ópera y música clásica, traductor y escritor sobre temas musicales. Uno de los pioneros de la retransmisión televisiva de conciertos y ópera, cuenta en su haber más de 600 televisaciones. Fue premiado como director de televisión del año en 1981 por El anillo del Nibelungo desde el Festival de Bayreuth, ocasión histórica de la primera retransmisión televisiva de la tetralogía wagneriana.
Dirigió el "Concierto de Los Tres Tenores" desde las Termas de Caracalla y el Jubileo de la Reina Isabel en 1997. Es ganador de dos Premio Emmy y el gobierno francés lo nombró caballero de la Orden de las Artes y las Letras.

## Biografía
Estudió en la Royal Academy of Music  donde se graduó en 1991. y luego en la University of London con doctorados en música y filosofía, estudios que cursó en Viena y Praga, publicando dos ensayos sobre los compositores eslavos Bedřich Smetana y Bohuslav Martinů. Trabajó en la BBC como director general del departamento música y film desde 1965 hasta 1980, donde introdujo la retransmisión televisiva de óperas.
Entre sus más recordados trabajos: 
- Burning Fiery Furnace
- Idomeneo
- Peter Grimes
- La traviata
- Macbeth
- Amahl and the Night Visitors,
- Hänsel und Gretel
- El amor de las tres naranjas
- Der Fliegende Holländer
- Owen Wingrave, op.85, estreno mundial en 1971[2]
- Tosca (Jurinac)
- Aida (Jones, Bumbry, Craig; Downes)
- Otello

Ballets de Sir Frederick Ashton y Sir Kenneth MacMillan:
- Cinderella (Collier, Dowell)
- Sleeping Beauty (Sibley)
- Elite Syncopations (Mason).

Trabajó con Margot Fonteyn y Rudolf Nuréyev.
- Claudio Abbado (Prokófiev con Martha Argerich)
- Daniel Barenboim (Dvořák Cello Concerto con du Pre)
- Sir John Barbirolli (Elgar y Delius)
- Leonard Bernstein
- Sir Adrian Boult (Elgar The Dream of Gerontius with Baker, Pears)
- Benjamin Britten
- Sir Colin Davis
- Kirill Kondrashin
- Ígor Stravinski
- Sir William Walton

En 1974, Wolfgang Wagner lo invitó al Festival de Bayreuth para filmar:
- Die Meistersinger von Nürnberg
- Tannhäuser
- Parsifal (Jerusalem; Stein)
- Der Fliegende Holländer (Estes, Balslev, Salminen, Schunk; Nelson)
- Lohengrin

y en 1980, la primera retransmisión televisiva mundial de
- Der Ring des Nibelungen (Boulez /Chéreau)[3]

Otros telecasts:
- Les Contes d'Hoffmann (Domingo, Baltsa; Prêtre)
- La bohème (Contrubas, Shicoff; Gardelli)
- Die Fledermaus (Te Kanawa, Prey; Mehta)
- Der Rosenkavalier (Te Kanawa; Solti)
- Aida (Studer; Downes)
- Don Carlo (Contrubas, Lima; Haitink)
- Falstaff (Bruson; Giulini)
- Luisa Miller (Ricciarelli, Domingo, Bruson; Maazel).
- Roméo et Juliette (Alagna; Mackerras)
- Lorin Maazel 1984 (Keenlyside, Damrau; Maazel)
- Otello (Te Kanawa, Domingo; Solti)
- Simon Boccanegra (Te Kanawa; Solti)
- Stiffelio
- Il trovatore (Cura, Hvorostovsky; Rizzi).
- The Makropulos Case (Silia; Sir Andrew Davis)
- Le comte Ory (Massis; Sir Andrew Davis).

Dirigió el concierto de fin de año desde Viena entre 1989-1993 y entre 1997-2009 y las galas del Metropolitan Opera del centenario de 1983, 1991, 1996 y 2006.

## Premios y honores
- Premio Emmy: 
  - 1992 for The Metropolitan Opera Silver Anniversary Gala (Levine, 1991) (TV)
  - 1993 Tosca con Zubin Mehta (1992) (TV) desde Roma[4]
- 1986 - Peabody Award CBS telecast "Sunday Morning: Vladimir Horowitz" (1986)[5]
- 1981 - The British Television Society - "Best Television Director" - Der Ring des Nibelungen
- 1990 - The Three Tenors" FIFA world cup 1990 Caracalla
- 1993 - Stiffelio (Carreras) Covent Garden[6]
- 1990 - "Best Television Director" por "The Three Tenors".
- 2006  - Salzburgo DVD  Le nozze di Figaro "Best Performing Arts Programme – Opera".
- 1985 - Chevalier de l'Ordre des Arts et des Lettres.

## Publicaciones
- Smetana (London, 1970)[7]
- Martinu (London, 1975)[8]
- Martinu,Grove Dictionary'[9]
- Wagner, El holandés errante - libreto al inglés.[10]

## Filmografía
Más de 150 títulos entre 1970-2009 preferentemente de ópera y conciertos. 